# Топаловићева кућа у Гроцкој
Топаловићева кућа у Гроцкој је подигнута средином 19. века за грочанску ратарску породицу. Представљала је непокретно културно добро као споменик културе. Налазила се у улици Хајдук Станка 30 у Гроцкој.  Кућа је срушена у периоду после 1972. године.
Кућа је подигнута у бондручној конструкцији са испуном од ћерпича и покривена двосливним кровом са ћерамидом. Састојала се од три просторије: оџаклије, собе и собице и угаоно аркадно обликованог трема. Кућа је припадала групи сеоских кућа које по типу представљају симбиозу моравске и војвођанске куће. Карактеристична је у Гроцкој и околини као стамбена кућа сеоског становништва у 19. веку. 
Осим што је била вредан примерак народне архитектуре, Топаловићева кућа непосредно сведочи о типској разноврсности сеоских кућа у Гроцкој и шире на београдском подручју.